# Liste der 100 besten englischsprachigen Romane
Eine Liste der 100 besten englischsprachigen Romane (englischer Originaltitel: The 100 Best Novels Written in English) wurde 2015 von Robert McCrum für die britische Zeitung The Guardian zusammengestellt.

## Liste
| Jahr der Erstveröffentlichung | Titel der englischen Originalausgabe                | Titel der deutschsprachigen Ausgabe                | Autor des Romans            |
| ----------------------------- | --------------------------------------------------- | -------------------------------------------------- | --------------------------- |
| 1678                          | The Pilgrim’s Progress                              | Pilgerreise zur seligen Ewigkeit                   | John Bunyan                 |
| 1719                          | Robinson Crusoe                                     | Robinson Crusoe                                    | Daniel Defoe                |
| 1726                          | Gulliver’s Travels                                  | Gullivers Reisen                                   | Jonathan Swift              |
| 1748                          | Clarissa                                            | Clarissa                                           | Samuel Richardson           |
| 1749                          | Tom Jones                                           | Tom Jones                                          | Henry Fielding              |
| 1759                          | The Life and Opinions of Tristram Shandy, Gentleman | Leben und Ansichten von Tristram Shandy, Gentleman | Laurence Sterne             |
| 1816                          | Emma                                                | Emma                                               | Jane Austen                 |
| 1818                          | Frankenstein                                        | Frankenstein                                       | Mary Shelley                |
| 1818                          | Nightmare Abbey                                     | Nachtmahr-Abtei                                    | Thomas Love Peacock         |
| 1838                          | The Narrative of Arthur Gordon Pym of Nantucket     | mehrere unterschiedliche                           | Edgar Allan Poe             |
| 1845                          | Sybil, or The Two Nations                           | Sybil                                              | Benjamin Disraeli           |
| 1847                          | Jane Eyre                                           | Jane Eyre                                          | Charlotte Brontë            |
| 1847                          | Wuthering Heights                                   | Sturmhöhe                                          | Emily Brontë                |
| 1848                          | Vanity Fair                                         | Jahrmarkt der Eitelkeit                            | William Makepeace Thackeray |
| 1850                          | David Copperfield                                   | David Copperfield                                  | Charles Dickens             |
| 1850                          | The Scarlet Letter                                  | Der scharlachrote Buchstabe                        | Nathaniel Hawthorne         |
| 1851                          | Moby-Dick                                           | Moby-Dick                                          | Herman Melville             |
| 1865                          | Alice’s Adventures in Wonderland                    | Alice im Wunderland                                | Lewis Carroll               |
| 1868                          | The Moonstone                                       | Der Monddiamant                                    | Wilkie Collins              |
| 1868–1869                     | Little Women                                        | Betty und ihre Schwestern                          | Louisa May Alcott           |
| 1871–1872                     | Middlemarch                                         | Middlemarch                                        | George Eliot                |
| 1875                          | The Way We Live Now                                 |                                                    | Anthony Trollope            |
| 1884/1885                     | The Adventures of Huckleberry Finn                  | Die Abenteuer des Huckleberry Finn                 | Mark Twain                  |
| 1886                          | Kidnapped                                           | Entführt                                           | Robert Louis Stevenson      |
| 1889                          | Three Men in a Boat                                 | Drei Mann in einem Boot                            | Jerome K. Jerome            |
| 1890                          | The Sign of Four                                    | Das Zeichen der Vier                               | Arthur Conan Doyle          |
| 1891                          | The Picture of Dorian Gray                          | Das Bildnis des Dorian Gray                        | Oscar Wilde                 |
| 1891                          | New Grub Street                                     | Zeilengeld                                         | George Robert Gissing       |
| 1895                          | Jude the Obscure                                    | Im Dunkeln                                         | Thomas Hardy                |
| 1895                          | The Red Badge of Courage                            | Die rote Tapferkeitsmedaille                       | Stephen Crane               |
| 1897                          | Dracula                                             | Dracula                                            | Bram Stoker                 |
| 1899                          | Heart of Darkness                                   | Herz der Finsternis                                | Joseph Conrad               |
| 1900                          | Sister Carrie                                       | Schwester Carrie                                   | Theodore Dreiser            |
| 1901                          | Kim                                                 | Kim                                                | Rudyard Kipling             |
| 1903                          | The Call of the Wild                                | Ruf der Wildnis                                    | Jack London                 |
| 1904                          | The Golden Bowl                                     | Die goldene Schale                                 | Henry James                 |
| 1904                          | Hadrian the Seventh                                 | Hadrian VII                                        | Frederick Rolfe             |
| 1908                          | The Wind in the Willows                             | Der Wind in den Weiden                             | Kenneth Grahame             |
| 1910                          | The History of Mr. Polly                            | Mr. Polly steigt aus                               | H. G. Wells                 |
| 1911                          | Zuleika Dobson                                      | Suleika Dobson                                     | Max Beerbohm                |
| 1915                          | The Good Soldier                                    | Die allertraurigste Geschichte                     | Ford Madox Ford             |
| 1915                          | The Thirty-Nine Steps                               | Die neununddreißig Stufen                          | John Buchan                 |
| 1915                          | The Rainbow                                         | Der Regenbogen                                     | D. H. Lawrence              |
| 1915                          | Of Human Bondage                                    | Der Menschen Hörigkeit                             | William Somerset Maugham    |
| 1920                          | The Age of Innocence                                | Zeit der Unschuld                                  | Edith Wharton               |
| 1922                          | Ulysses                                             | Ulysses                                            | James Joyce                 |
| 1922                          | Babbitt                                             | Babbitt                                            | Sinclair Lewis              |
| 1924                          | A Passage to India                                  | Auf der Suche nach Indien                          | E. M. Forster               |
| 1925                          | Gentlemen Prefer Blondes                            | Gentlemen bevorzugen Blondinen                     | Anita Loos                  |
| 1925                          | Mrs. Dalloway                                       | Mrs. Dalloway                                      | Virginia Woolf              |
| 1925                          | The Great Gatsby                                    | Der große Gatsby                                   | F. Scott Fitzgerald         |
| 1926                          | Lolly Willowes                                      | Lolly Willowes oder der liebevolle Jägersmann      | Sylvia Townsend Warner      |
| 1926                          | The Sun Also Rises                                  | Fiesta                                             | Ernest Hemingway            |
| 1929                          | The Maltese Falcon                                  | Der Malteser Falke                                 | Dashiell Hammett            |
| 1930                          | As I Lay Dying                                      | Als ich im Sterben lag                             | William Faulkner            |
| 1932                          | Brave New World                                     | Schöne neue Welt                                   | Aldous Huxley               |
| 1932                          | Cold Comfort Farm                                   | Cold Comfort Farm                                  | Stella Gibbons              |
| 1932                          | Nineteen Nineteen                                   | Auf den Trümmern                                   | John Dos Passos             |
| 1934                          | Tropic of Cancer                                    | Wendekreis des Krebses                             | Henry Miller                |
| 1938                          | Scoop                                               | Scoop                                              | Evelyn Waugh                |
| 1938                          | Murphy                                              | Murphy                                             | Samuel Beckett              |
| 1939                          | The Big Sleep                                       | Der große Schlaf                                   | Raymond Chandler            |
| 1939                          | Party Going                                         | Die Gesellschaftsreise                             | Henry Green                 |
| 1939                          | At Swim-Two-Birds                                   | Auf Schwimmen-zwei-Vögel                           | Flann O’Brien               |
| 1939                          | The Grapes of Wrath                                 | Früchte des Zorns                                  | John Steinbeck              |
| 1946                          | Joy in the Morning                                  | Ohne mich, Jeeves!                                 | P. G. Wodehouse             |
| 1946                          | All the King’s Men                                  | Das Spiel der Macht                                | Robert Penn Warren          |
| 1947                          | Under the Volcano                                   | Unter dem Vulkan                                   | Malcolm Lowry               |
| 1948                          | The Heat of the Day                                 | In der Hitze des Tages                             | Elizabeth Bowen             |
| 1949                          | Nineteen Eighty-Four                                | 1984                                               | George Orwell               |
| 1951                          | The End of the Affair                               | Das Ende einer Affäre                              | Graham Greene               |
| 1951                          | The Catcher in the Rye                              | Der Fänger im Roggen                               | J. D. Salinger              |
| 1953                          | The Adventures of Augie March                       | Die Abenteuer des Augie March                      | Saul Bellow                 |
| 1954                          | Lord of the Flies                                   | Herr der Fliegen                                   | William Golding             |
| 1955                          | Lolita                                              | Lolita                                             | Vladimir Nabokov            |
| 1957                          | On the Road                                         | Unterwegs                                          | Jack Kerouac                |
| 1957                          | Voss                                                | Voss                                               | Patrick White               |
| 1960                          | To Kill a Mockingbird                               | Wer die Nachtigall stört                           | Harper Lee                  |
| 1960                          | The Prime of Miss Jean Brodie                       | Die Lehrerin                                       | Muriel Spark                |
| 1961                          | Catch-22                                            | Catch-22                                           | Joseph Heller               |
| 1962                          | The Golden Notebook                                 | Das goldene Notizbuch                              | Doris Lessing               |
| 1962                          | A Clockwork Orange                                  | Uhrwerk Orange                                     | Anthony Burgess             |
| 1964                          | A Single Man                                        | Der Einzelgänger                                   | Christopher Isherwood       |
| 1966                          | In Cold Blood                                       | Kaltblütig                                         | Truman Capote               |
| 1966                          | The Bell Jar                                        | Die Glasglocke                                     | Sylvia Plath                |
| 1969                          | Portnoy’s Complaint                                 | Portnoys Beschwerden                               | Philip Roth                 |
| 1971                          | Mrs. Palfrey at the Claremont                       | Mrs Palfrey im Claremont                           | Elizabeth Taylor            |
| 1971                          | Rabbit Redux                                        | Unter dem Astronautenmond                          | John Updike                 |
| 1977                          | Song of Solomon                                     | Solomons Lied                                      | Toni Morrison               |
| 1979                          | A Bend in the River                                 | An der Biegung des großen Flusses                  | V. S. Naipaul               |
| 1981                          | Midnight’s Children                                 | Mitternachtskinder                                 | Salman Rushdie              |
| 1981                          | Housekeeping                                        | Haus ohne Halt                                     | Marilynne Robinson          |
| 1984                          | Money: A Suicide Note                               | Gierig                                             | Martin Amis                 |
| 1986                          | An Artist of the Floating World                     | Der Maler der fließenden Welt                      | Kazuo Ishiguro              |
| 1988                          | The Beginning of Spring                             | Frühlingsanfang                                    | Penelope Fitzgerald         |
| 1988                          | Breathing Lessons                                   | Atemübungen                                        | Anne Tyler                  |
| 1990                          | Amongst Women                                       | Unter Frauen                                       | John McGahern               |
| 1997                          | Underworld                                          | Unterwelt                                          | Don DeLillo                 |
| 1999                          | Disgrace                                            | Schande                                            | J. M. Coetzee               |
| 2000                          | True History of the Kelly Gang                      | Die wahre Geschichte von Ned Kelly und seiner Gang | Peter Carey                 |